# Atlantisch orkaanseizoen 2020
Het Atlantisch orkaanseizoen 2020 is een hyperactief Atlantisch orkaanseizoen, met (op 16 november) 30 benoemde stormen, waarvan er dertien zich ontwikkelden tot een orkaan en 6 zich verder hadden ontwikkeld tot een majeure orkaan. Dit maakt dit seizoen het actiefste Atlantische orkaanseizoen ooit. Dit is het tweede Atlantische orkaanseizoen ooit, samen met 2005, dat de normale namenlijst heeft uitgeput, waardoor Griekse letters gebruikt moesten worden. 2020 is het eerste jaar sinds 2016 dat er twee stormen vóór de start van het seizoen ontstonden en het eerste jaar sinds 2012 dat er twee stormen in mei ontstonden. Het seizoen creëerde opvallend veel categorie 4 orkanen, namelijk Laura, Teddy, Delta en Eta. Eta behoorde zelfs tot de sterkste categorie 4 orkanen ooit, met een luchtdruk van 923hPa.
2020 verlengt de reeks van bovengemiddelde orkaanseizoenen, dat sinds 2016 aan de gang is. Ook verlengt het de recordbrekende reeks van achtereenvolgense seizoenen met een categorie 5 orkaan, die ook sinds 2016 bestaat, en de reeks van achtereenvolgende jaren met een storm vóór de officiële start van het orkaanseizoen sinds 2015

## Cyclonen
| Nummer | Naam      | Soort               | Orkaan categorie | Windsnelheden km/h (mph) | Luchtdruk hPa | Actief                    |
| ------ | --------- | ------------------- | ---------------- | ------------------------ | ------------- | ------------------------- |
| 1      | Arthur    | Tropische Storm     | -                | 95 (60)                  | 990           | 16 - 19 mei               |
| 2      | Bertha    | Tropische Storm     | -                | 85 (50)                  | 1005          | 27 - 28 mei               |
| 3      | Cristobal | Tropische Storm     | -                | 95 (60)                  | 992           | 1 - 10 juni               |
| 4      | Dolly     | Tropische Storm     | -                | 75 (45)                  | 1002          | 22 - 24 juni              |
| 5      | Edouard   | Tropische Storm     | -                | 75 (45)                  | 1007          | 4 - 6 juli                |
| 6      | Fay       | Tropische Storm     | -                | 95 (60)                  | 998           | 9 - 11 juli               |
| 7      | Gonzalo   | Tropische Storm     | -                | 100 (65)                 | 997           | 21 - 25 juli              |
| 8      | Hanna     | Orkaan              | 1                | 150 (90)                 | 973           | 23 - 27 juli              |
| 9      | Isaias    | Orkaan              | 1                | 140 (85)                 | 987           | 30 juli - 5 augustus      |
| 10     | Tien (10) | Tropische Depressie | -                | 55 (35)                  | 1007          | 31 juli - 2 augustus      |
| 11     | Josephine | Tropische Storm     | -                | 75 (45)                  | 1004          | 11 - 16 augustus          |
| 12     | Kyle      | Tropische Storm     | -                | 85 (50)                  | 1000          | 14 - 16 augustus          |
| 13     | Laura     | Majeure Orkaan      | 4                | 240 (150)                | 937           | 20 - 29 augustus          |
| 14     | Marco     | Orkaan              | 1                | 120 (75)                 | 991           | 20 - 25 augustus          |
| 15     | Omar      | Tropische Storm     | -                | 65 (40)                  | 1003          | 31 augustus - 2 september |
| 16     | Nana      | Orkaan              | 1                | 120 (75)                 | 994           | 1 - 4 september           |
| 17     | Paulette  | Orkaan              | 2                | 165 (105)                | 965           | 7 - 23 september          |
| 18     | Rene      | Tropische Storm     | -                | 85 (50)                  | 1000          | 7 - 14 september          |
| 19     | Sally     | Orkaan              | 2                | 165 (105)                | 965           | 11 - 18 september         |
| 20     | Teddy     | Majeure Orkaan      | 4                | 220 (140)                | 945           | 12 - 23 september         |
| 21     | Vicky     | Tropische Storm     | -                | 85 (50)                  | 1000          | 14 - 17 september         |
| 22     | Beta      | Tropische Storm     | -                | 95 (60)                  | 994           | 17 - 23 september         |
| 23     | Wilfred   | Tropische Storm     | -                | 65 (40)                  | 1007          | 18 - 21 september         |
| 24     | Alpha     | Subtropische Storm  | -                | 85 (50)                  | 996           | 18 - 19 september         |
| 25     | Gamma     | Tropische Storm     | -                | 110 (70)                 | 980           | 2 - 6 oktober             |
| 26     | Delta     | Majeure Orkaan      | 4                | 230 (145)                | 953           | 5 - 10 oktober            |
| 27     | Epsilon   | Majeure Orkaan      | 3                | 185 (115)                | 951           | 19 - 26 oktober           |
| 28     | Zeta      | Orkaan              | 2                | 175 (110)                | 970           | 24 - 29 oktober           |
| 29     | Eta       | Majeure Orkaan      | 4                | 240 (150)                | 923           | 31 oktober - 13 november  |
| 30     | Theta     | Tropische Storm     | -                | 110 (70)                 | 987           | 10 - 15 november          |
| 31     | Iota      | Majeure Orkaan      | 5                | 260 (160)                | 917           | 13 - 18 november          |